# Амиро, Моиз
Мои́з Амиро́, также известный как Мозе́с Амюра́льд (фр. Moïse Amyraut, Moses Amyraldus; родился в сентябре 1596 года, Тур, Франция — умер 8 января 1664 года, Сомюр, Франция), — священник французской Реформации и профессор богословия в Сомюре.

## Биография
Моиз Амиро родился в сентябре месяце 1596 года в городе Тур.
Изучал право в Пуатье, а затем под влиянием «Institutio» Кальвина начал усердно заниматься в Сомюре богословием.
В 1626 году был приглашен в качестве пастора в Сомюр; передав затем Людовику XIII по поручению генерального собора в Пиарантоне протест, он был в 1633 году назначен на должность профессора в Сомюрскую академию (фр. Académie de Saumur), которая достигла при нём цветущего состояния, но вместе с тем прослыла рассадником ереси, в то время как Седанскую академию (фр. Académie de Sedan) считали представительницей строго ортодоксального учения.
Амиро был обвинён в том, что снова выступил с отвергнутым на Дордрехтском синоде арминианством. Дело в том, что он, сначала в «Traité de la prédestination», a затем в целом ряде полемических статей, защищал так называемую «Universalismus hypotheticus», по которому Бог будто бы желает, чтобы все люди сподобились царствия небесного, если они веруют. Но Амиро при этом объясняет, что под волей Господней он понимает только обращенное ко всем людям увещание «Веруйте все и вы будете блаженны», воля же Господня, которая сама уже делает человека верующим, обращается только на избранных. Благодаря этому объяснению французские богословы на многих соборах сняли с Амиро обвинение в ереси, голландские же и швейцарские продолжали обвинять его, и выступили против него с публикацией под заголовком «Formula consensus» (1675).
Скончался 8 января 1664 года в Сомюре.